# Escudo de Manila
El escudo de armas de la ciudad filipina de Manila es una versión modificada del escudo de armas colonial de la ciudad, otorgado en 1596.
El campo del escudo consiste en un escudo dividido en 3 franjas horizontales. La primera franja, de fondo rojo, muestra una perla dentro de una ostra, representando el apodo de la ciudad, "la perla del Oriente". La segunda franja, de fondo azul, muestra una criatura mitad pez mitad león remontando las olas del río Pasig y la bahía de Manila, las cuales están representadas en la tercera franja. La criatura representa el antiguo estatus de Filipinas como posesión de ultramar de España. Dicha criatura está derivada del escudo de armas del reino de León.
El campo del escudo está rodeado por un borde circular blanco con las palabras Lungsod ng Maynila y Pilipinas (Tagalo para "Ciudad de Manila", "Filipinas") y 6 estrellas amarillas representando a los 6 distritos parlamentarios de la ciudad.

## Historia
Para identificar a Manila, el rey español Felipe II expidió el siguiente decreto el 20 de marzo de 1596:

Don Felipe por la gracia de Dios, etc.

 Por cuanto vos el Capitán Agustín de Arce, en nombre y como Procurador general de las Islas Filipinas, me habeis hecho relación que los vecinos de la ciudad de Manila, me sirvieron en su descubrimiento, y se conservan allí continuándolo, y me habeis suplicado que teniendo consideración a lo sobredicho, y a que la dicha ciudad de Manila es la cabeza y la más principal de las dichas Islas, y a que por serlo fue mandado volver a poner allí una Audiencia, y ensalzar la iglesia Catedral que en ella estaba erigida, en Metropolitana, con que será ennoblecida, le mandase dar un escudo de armas, como lo tienen otras ciudades de las Indias, y por cuanto habiéndose visto por los de mi Consejo de las Indias, y consultándoseme, habida consideración a las causas sobredichas, he tenido a bien acceder a ello. Y por la presente señalo por armas conocidas de la dicha ciudad de Manila, en las dichas islas Filipinas, un escudo, que en la mitad de la parte superior tenga un castillo de oro en campo colorado y cerrado con puerta y ventanas azules, y una corona encima, y en la parte interior y en campo azul, medio león y medio delfín de plata, armado y lampasado de gules, que son uñas y lengua coloradas, teniendo dicho león en su pata una espada con su guarnición y puño, según aquí va pintado en un escudo tal como el que se indica arriba.

 Las cuales armas doy a la dicha ciudad de Manila por suyas, y por su divisa señalada y conocida, para que las pueda traer y poner, y las traiga y ponga en sus pendones, escudos, sellos, banderas y estandartes, y en las otras partes y lugares que quisiere y por bien tuviere, según y como y de la forma y manera que las ponen y tienen las otras ciudades de mis reinos, a quien tengo dadas armas y divisa, y por esta mi carta encargo al serenísimo Príncipe don Felipe mi muy caro y muy amado hijo, y a los Reyes que después de mí vinieren, y mando a los Infantes, Prelados, Duques, Marqueses, Condes, ricos hombres, Maestres de las Órdenes, Priores, Comendadores y Subcomendadores, Alcaides de los castillos y casas fuertes y llanas, y a los de mi Consejo, Presidente y Oidores de las mismas Audiencias Reales, Alcaldes, Alguaciles de mi Casa, corte y Chancillerias, y a lodos los Consejos, Corregidores, Asistentes, Gobernadores, veinte y cuatro Regidores Jurados, caballeros Escuderos Oficiales y hombres buenos de todas las ciudades, villas y lugares de estos mis Reinos y señoríos, y de las dichas mis Indias, Islas y tierra firme del mar Océano, así a los que ahora son como a los que de aquí en adelante fueren, y a cada uno y a cualquiera de ellos en su jurisdicción, que sobre ello fueren requerídos, que guarden y cumplan, hagan guardar y cumplir, la dicha merced que así hago a la dicha ciudad de Manila en las dichas Islas Filipinas, de las dichas armas, para que se las dejen poner y tener a la dicha ciudad, y que en ello ni en parte de ello, le pongan embarazo ni contradicción alguna, ni consientan poner en manera alguna, so pena de la mi merced, y de diez mil maravedises para mi Cámara, a cada uno que lo contrario hiciere. Dada en Aranjuez a los veinte días del mes de Marzo, de mil quinientos noventa y seis años—Yo el Rey.

Este escudo estuvo en uso desde su introducción en 1596 hasta mediados del siglo XX. Mientras que el escudo ha evolucionado a lo largo de los siglos, sus elementos básicos (el castillo y la criatura mitad pez mitad león) permanecieron casi inalterados. Cuando Filipinas pasó a ser territorio estadounidense, un nuevo escudo fue introducido. En ese escudo, el campo del escudo de Manila era un escusón dentro de un escudo con los colores de la bandera de Estados Unidos.
En 1935, Filipinas adaptó el escudo, siendo el campo del escudo de Manila un escusón con los colores de la bandera de Filipinas y 3 estrellas en su parte superior. No obstante, los colores del escudo de Manila fueron alterados. El escudo fue cambiado en 1942 cuando el campo del escudo de Manila fue reemplazado por un sol filipino. El cambio fue revertido poco tiempo después, lo cual permitió al escudo ser utilizado hasta la independencia de Filipinas en 1946.
En 1965, el alcalde de Manila Antonio Villegas cambió el escudo de Manila en favor de un diseño elaborado con las empalizadas del fuerte de Rajah Sulayman, la iglesia de San Agustín y la puerta del Fuerte Santiago. Poco después, ese diseño fue reemplazado por una versión modificada del escudo tradicional, creada por Galo Ocampo (diseñador del escudo nacional y el sello presidencial). En esa versión, el castillo fue reemplazado por la perla en la ostra, añadiéndose olas de mar.
Aunque el escudo original de Manila ha caído en desuso desde mediados del siglo XX, éste ha venido siendo utilizado en otras instancias. El escudo de armas actual de la arquidiócesis de Manila aún conserva varios elementos del escudo original, aunque modificados para incluir elementos religiosos. Además, es el emblema de la cerveza San Miguel. La criatura mitad león mitad pez es utilizada en el sello presidencial de Filipinas (simbolizando fortaleza y determinación) y en varias instituciones del gobierno filipino. Además, aparece en condecoraciones filipinas como la Legión de Honor Filipina y la Orden de Sikatuna.

## Galería

Escudo de armas de Manila, creado por Decreto Real
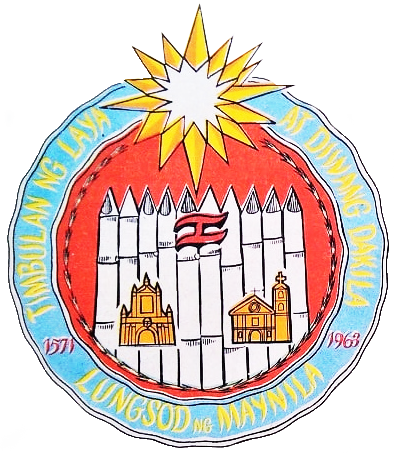
Sello de Manila adoptado en 1965 durante el mandato del alcalde Antonio Villegas. El sello fue usado hasta la década de 1970.
Otra versión del escudo colonial
Campo del escudo de Manila como escusón del escudo de Filipinas (hasta 1935)
Campo del escudo de Manila como escusón del escudo de Filipinas (de 1935 a 1946)
Escudo actual de Manila
Sello presidencial de Filipinas (en uso desde 2004)